# ヌマンシア (フリゲート)
ヌマンシア（スペイン語: SPS Numancia, F-83）は、スペイン海軍のミサイルフリゲート。サンタ・マリア級フリゲートの3番艦。艦名はヌマンシアに由来する。

## 艦歴
「ヌマンシア」は、バサンフェロル造船所で1986年1月8日に起工し、1987年1月29日に進水、1989年11月17日に就役した。
2000年9月25日にアメリカ海軍の給油艦「ルロイ・グラマン」 (USNS Leroy Grumman, T-AO-195) と衝突事故を起こした。
2009年に欧州連合主導によるソマリア沖の海賊対策であるアタランタ作戦に旗艦として参加する。同年4月、イタリア客船が海賊と交戦し撃退する事件が発生し、その後、フランスとセーシェルの哨戒機、インド海軍の艦艇と合同で海賊を追跡し、現場付近に2隻の小型ボートを発見し、9人全員を拘束した。
2013年3月22日に母港ロタ海軍基地を出航し、4月6日にジブチに寄港しアタランタ作戦に2度目の参加をする。